# 保暦間記
『保暦間記』（ほうりゃくかんき）は日本の中世、南北朝時代に成立した歴史書。鎌倉時代後半から南北朝時代前期を研究する上での基本史料である。成立は14世紀半ば、延文元年（1356年）以前。作者は不明であるが、南北朝時代の足利方の武士と推定されている。『群書類従』第26輯雑部所収。
保元元年（1156年）の保元の乱に始まり、暦応2年（1339年）後醍醐天皇崩御までを記述した史論であり、この「保元から暦応まで」が書名の由来となっている。『吾妻鏡』の記載が終了する文永3年（1266年）以降の鎌倉時代に起こった事件の概要を研究するうえで貴重な史料であり、「和田合戦」、「承久の乱」、「宝治合戦」、「二月騒動」、「霜月騒動」など、現在使用されている鎌倉時代の事件名称の多くは本書の記述に由来する。
源頼朝の死について、建久10年（1199年）に、相模川橋供養の帰路、八的ヶ原（やまとがはら:現在の辻堂および茅ヶ崎の広域名）で源義経らの亡霊を、稲村ヶ崎海上に安徳天皇の亡霊を見て、鎌倉で気を失い病に倒れたと記しているが、実際の死因については諸説ある。